# Lijst van gemeentelijke monumenten in Zwartewaterland
De gemeente Zwartewaterland heeft 14 gemeentelijke monumenten, hieronder een overzicht. 

## Zwartsluis
De plaats Zwartsluis kent 14 gemeentelijke monumenten:
| Object                                                                              | Bouwjaar                      | Architect          | Locatie                     | Coördinaten                  | Nr.        | Afbeelding                     |
| ----------------------------------------------------------------------------------- | ----------------------------- | ------------------ | --------------------------- | ---------------------------- | ---------- | ------------------------------ |
| Boerderij                                                                           | 1910                          |                    | Zwartewatersklooster 2      | 52° 37' 23" NB, 6° 5' 58" OL | 1896/ZS005 | Upload foto                    |
| Voormalig gemeentehuis                                                              | 1894                          | Fransen en Witzand | Kerkstraat 26               | 52° 38' 26" NB, 6° 4' 21" OL | 1896/ZS012 | Voormalig gemeentehuis         |
| Ned. Herv. Kerk                                                                     | 1604, 1649, 1743, 1865        |                    | Kerkstraat 31               | 52° 38' 26" NB, 6° 4' 20" OL | 1896/ZS013 | Meer afbeeldingen              |
| Winkel-woonhuis                                                                     | 1872                          |                    | Stationsweg 30              | 52° 38' 25" NB, 6° 4' 13" OL | 1896/ZS017 | Winkel-woonhuis                |
| Israëlitische begraafplaats                                                         | 1851                          |                    | Baanstraat bij 35           | 52° 38' 29" NB, 6° 4' 21" OL | 1896/ZS022 | Meer afbeeldingen              |
|                                                                                     | 1922                          |                    | Het Singel 22               | 52° 38' 27" NB, 6° 4' 9" OL  | 1896/ZS025 |                                |
|                                                                                     | 1933                          |                    | Het Singel 20               | 52° 38' 28" NB, 6° 4' 10" OL | 1896/ZS026 |                                |
| Blok met zes arbeiderswoningen                                                      |                               |                    | Zomerdijk 53 / 63           | 52° 38' 37" NB, 6° 4' 50" OL | 1896/ZS033 | Blok met zes arbeiderswoningen |
| Cocosmatten- en borstelfabriek                                                      | 1910                          |                    | Buitenkwartier 14           | 52° 38' 24" NB, 6° 4' 3" OL  | 1896/ZS037 | Cocosmatten- en borstelfabriek |
|                                                                                     | 1915                          |                    | Buitenkwartier 28           | 52° 38' 23" NB, 6° 4' 1" OL  | 1896/ZS039 |                                |
|                                                                                     | 1913                          |                    | Groot Lageland 17           | 52° 38' 26" NB, 6° 3' 46" OL | 1896/ZS046 | Upload foto                    |
| Arembergersluis: schutsluis met wachterhuisje                                       | 1826 en 1931 (wachtershuisje) |                    | Groot Lageland              | 52° 38' 24" NB, 6° 3' 49" OL | 1896/ZS048 | Meer afbeeldingen              |
|                                                                                     |                               |                    | De Nieuwesluis 28           | 52° 38' 25" NB, 6° 4' 35" OL | 1896/ZS050 | Upload foto                    |
| Buismanbank, ter herinnering aan de in 1941 overlede oprichter van de firma Buisman | ca. 1941                      |                    | Rondweg t.h.v. Hotel Roskam | 52° 38' 23" NB, 6° 4' 12" OL | 1896/ZS0X  | Upload foto                    |

Almelo ·
Borne ·
Dalfsen ·
Dinkelland ·
Deventer ·
Enschede ·
Haaksbergen ·
Hardenberg ·
Hellendoorn ·
Hengelo ·
Hof van Twente ·
Kampen ·
Losser ·
Oldenzaal ·
Olst-Wijhe ·
Ommen ·
Raalte ·
Rijssen-Holten ·
Staphorst ·
Steenwijkerland ·
Twenterand ·
Wierden ·
Zwartewaterland ·
Zwolle